# Roland Schimmelpfennig
Roland Schimmelpfennig (Göttingen, 1967. szeptember 19. –) német drámaíró és dramaturg. Drámái a legtöbbet játszott darabok közé tartoznak ma Németországban.

## Életpályája
Roland Schimmelpfennig 1967-ben született Göttingenben. 1987-ben Isztambulban dolgozott független újságíróként. 1990-ben kezdte meg tanulmányait a müncheni Otto-Falckenberg Schule szinházrendező szakán. 1992-től a Münchner Kammerspiele rendezőasszisztense, 1995-től művészeti vezető munkatársa. 1996-tól szabadfoglalkozású íróként dolgozik. 1998–1999-ben íróként és fordítóként működött az Egyesült Államokban. Az 1999–2000-es évadban a berlini Schaubühne am Lehniner Platz dramaturgja, háziszerzője, a 2001–2002-es évadban pedig a hamburgi Deutsches Schauspielhaus háziszerzője. 2001-től rendezést és dramaturgiát tanít a Berlin-Weissensee-i Művészeti Főiskolán. Jelenleg szabadfoglalkozású író.
Az arab éjszaka című darabját 2001-ben, Stuttgartban mutatták be először, ezt követően Európa számos városában került színre.

## Díjai
- 1997: Else Lasker-Schüler-díj (Fisch um Fisch)
- 1998: Schiller-emlékdíj
- 2002: Nestroy-díj (Push up 1–3)
- 2004: Az Év hangjátéka-díj (Für eine bessere Welt)
- 2009: Nestroy-díj (Besuch bei dem Vater) (Látogatás apánál)
- 2010: Else Lasker-Schüler-díj
- 2010: Mülheimi drámaíró-díj (Der goldene Drache) (Az aranysárkány)

## Művei

### Színdarabok
- Die ewige Maria, ősbemutató: 1996. január 27. , Theater Oberhausen
- Keine Arbeit für die junge Frau im Frühlingskleid, ősbemutató: 4. április 1996, Münchner Kammerspiele
- Die Zwiefachen, ősbemutató: 1997. június 6. , Münchner Kammerspiele
- Aus den Städten in die Wälder, aus den Wäldern in die Städte, ősbemutató: 1998. április 25. , Staatstheater Mainz
- Fisch um Fisch, ősbemutató: 1999. május 8. , Staatstheater Mainz
- Vor langer Zeit im Mai, ősbemutató: 2000. március 13. , Schaubühne am Lehniner Platz, Berlin
- MEZ, ősbemutató: 2000. május 5. , Schaubühne am Lehniner Platz, Berlin
- Die arabische Nacht, ősbemutató: 2001. február 3. , Staatstheater Stuttgart
- Push Up 1-3, ősbemutató 2001 10. november , Schaubühne am Lehniner Platz, Berlin
- Alice im Wunderland, Premiere 2003. május 31., Schauspielhaus Hannover, 2006 „Schule des Theaters“ in Wien
- Die Frau von früher, Auftragsarbeit für das Burgtheater, ősbemutató: 2004 szeptember 12. , Wiener Akademietheater
- Angebot und Nachfrage, ősbemutató: 2005. november 4., Schauspielhaus Bochum
- Auf der Greifswalder Straße, ősbemutató: 2006. január 27., Deutsches Theater Berlin
- Körperzeit, nach dem Roman The Body Artist von Don DeLillo, ősbemutató: 2007. április 11. , Theater am Neumarkt Zürich
- Ende und Anfang Wiener Akademietheater
- Besuch bei dem Vater , Stadtstheater Nürnberg
- Das Reich der Tiere , ősbemutató: 2007. szeptember 1., Deutsches Theater Berlin
- Vorher/Nachher , Thalia Theater Halle
- Start Up, A German Theater Abroad (GTA) megbízásából, ősbemutató: 2007. október 12. New York City, 2007. október 14. Nationaltheater Mannheim
- Calypso, ősbemutató: 2008. február 28., Schauspielhaus Hamburg
- Hier und Jetzt, 2008. április 25., Schauspielhaus Zürich
- Idomeneus, ősbemutató: 2008. június 15., Bayerisches Staatsschauspiel
- Der Goldene Drache, ősbemutató: 2009. szeptember 5., Wiener Akademietheater
- Der Elfte Gesang, ősbemutató: 2010. február 27., Schauspielhaus Bochum
- Das Weiße Album a The Beatles nyomán, ősbemutató: 2010. február 6., Schauspiel Frankfurt
- Peggy Pickit sieht das Gesicht Gottes, ősbemutató: 2010. november 19., Deutsches Theater, Berlin
- Vier Himmelsrichtungen, ősbemutató: 2011. július 30., Salzburger Landestheater
- Das fliegende Kind, ősbemutató: 2012. február 4., Burgtheater Bécs, Akademietheater

### Hangjátékok
- Die Aufzeichnung (1998)
- Die Taxiterroristin (1999)
- Krieg der Wellen (2000)
- Die arabische Nacht (2001)
- Vorher/Nachher (2001)
- Angebot und Nachfrage (2003)
- Für eine bessere Welt (2004)
- Krim-Krieg in Wiesbaden (2008)
- Auf der Greifswalder Straße (2010)
- Der goldene Drache (2012)

## Operalibrettó
- Das Gesicht im Spiegel, Jörg Widmann zenéjére, ősbemutató: 2003. július 17., Bayerische Staatsoper

### Magyarországi bemutatók
- Push Up 1-3, Kecskeméti Katona József Színház, 2002. március 27., rendezte: Bodolay Géza
- Push Up 1-3, Színház- és Filmművészeti Főiskola (Ódry Színpad), 2003. május 16., rendezte: Csáki Csilla
- Push Up 1-3, Budapesti Kamaraszínház, 2003. november 29., rendezte: Németh Ákos
- Az arab éjszaka Örkény Színház, 2004. április 23., rendezte: Bagossy László
- Előtte-utána, Katona József Színház, 2006. január 13., rendezte: Schilling Árpád
- Nő a múltból, Örkény Színház, 2006. március 4., rendezte: Ascher Tamás
- Berlin, Greifswalder Strasse, Kecskeméti Katona József Színház, 2006. március 17., rendezte: Bodolay Géza
- Látogatás apánál, Kecskeméti Katona József Színház, 2008. március 20., rendezte: Hollós Gábor
- Az állatok birodalma, Kecskeméti Katona József Színház, 2008. július 8., rendezte: Bodolay Géza
- Aliz!, Gárdonyi Géza Színház, 2008. október 17., rendezte: Dömötör András
- Az aranysárkány, Katona József Színház, 2010. október 30., rendezte: Gothár Péter

## Magyarul
- Az arab éjszaka; ford. Perczel Enikő; in: Az arab éjszaka. Kortárs német drámaírók antológiája; vál., szerk. Szilágyi Mária; OSZMI–Creatív Média, Bp., 2003